# Фабер, Грегор
Гре́гор Фа́бер (нем. Gregor Faber, лат. Gregorius Faber; ок. 1520, Лютцен, близ Мерзебурга — после 1554) — немецкий теоретик музыки и музыкальный педагог.

## Очерк жизни и творчества

Сводная таблица употребительных ключей (из трактата Г. Фабера "Вопросы практической музыки", 1553)

Сведения о жизни Грегора Фабера скудны. В 1545–1547 гг. он учился в Лейпцигском университете, где в 1546 г. получил степень бакалавра, а в 1547 г. – степень магистра свободных искусств. В 1549 г. поступил в Тюбингенский университет, где в 1554 г. получил степень доктора медицины. Там же занял должность «ординарного профессора музыки» (лат. musices professor ordinarius), в рамках своего курса в 1553 г. опубликовал трактат «Вопросы практической музыки, в двух книгах» (Musices practicae erotematum libri II).
Первая книга содержит понятия и определения элементарной теории музыки, но также обсуждает общие вопросы: части философской науки, происхождение и подразделение музыки, обзор античных представлений о музыке и т.п. Вторая книга посвящена учению о мензуральной нотации и ритмике, в котором Фабер поддержал идею С. Хейдена о едином и общем для любой мензуры тактусе. В учении о ладах Фабер на словах поддерживает новое 12-ладовое учение Г. Глареана, на деле же остаётся приверженцем старой 8-ладовой системы григорианики. Для истории музыки особенно важны примеры многоголосной музыки (отчасти заимствованы из трактата «Об искусстве пения» Хейдена, отчасти уникальны). Среди них каноническая шансон «Prenez sur moi» Й. Окегема, месса «Quant j’ay au cueur» Х. Изака, произведения Жоскена Депре, А. Брюмеля, Я. Обрехта, Л. Зенфля и, наконец, мотет М. Грейтера «Passibus ambiguis». В основу последнего положен мотив популярной итальянской песни «Fortuna desperata», который композитор проводит по всему квинтовому кругу, порождая диковинную хроматику (musica ficta), вплоть до до-бемоля и фа-бемоля.
Грегора Фабера не следует путать с музыкальным теоретиком Генрихом Фабером (около 1490 — 1552), автором самого популярного в Германии учебника элементарной теории музыки «Compendiolum musicae» (1552).

## Труды
- Вопросы практической музыки, в двух книгах (Musices practicae erotematum libri II. Basel, 1553).